# Cantone di Saint-Germain-l'Herm
Il Cantone di Saint-Germain-l'Herm era una divisione amministrativa dell'arrondissement di Ambert.
È stato soppresso a seguito della riforma complessiva dei cantoni del 2014, che è entrata in vigore con le elezioni dipartimentali del 2015.
Comprendeva i comuni di
- Aix-la-Fayette
- Chambon-sur-Dolore
- Condat-lès-Montboissier
- Échandelys
- Fayet-Ronaye
- Fournols
- Saint-Bonnet-le-Bourg
- Saint-Bonnet-le-Chastel
- Sainte-Catherine
- Saint-Germain-l'Herm